# Biotopo torbiera Scichizza
La Torbiera Scichizza è un biotopo del Friuli-Venezia Giulia istituito come area naturale protetta nel 1998.
Occupa una superficie di circa 10 ha nella provincia di Udine.